# Gálatas 5

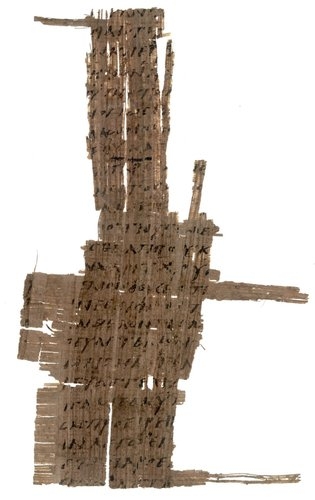
Página que muestra Gálatas 1:2-10 en el Papiro 51, c. 400 d.C.

Gálatas 5 es el quinto capítulo de la Epístola a los Gálatas del Nuevo Testamento de la Biblia cristiana.  Su autor es Pablo el Apóstol para las iglesias de Galacia, escrito entre los años 49-58 d. C.. Este capítulo contiene una discusión sobre la circuncisión y la alegoría del «Fruto del Espíritu Santo».

## Texto
El texto original fue escrito en griego koiné. Este capítulo está dividido en 26 versículos.

## Comentarios previos
Pablo, en este capítulo y parte del siguiente, resalta cómo la salvación realizada por Cristo transforma la vida del creyente. Esta salvación trae una libertad esencial, la cual no es una simple independencia, sino la capacidad de actuar conforme al amor cristiano, es decir, en caridad. En el pasaje de Gálatas 5,1–6,10, San Pablo subraya que sólo desde la libertad otorgada por Cristo se puede vivir en auténtico amor, y esta caridad es la que guía y perfecciona esa misma libertad.
Además, San Pablo ofrece un testimonio personal sobre cómo vive esta libertad en su vida. Él se presenta como un ejemplo de lo que significa vivir plenamente conforme a la nueva creación en Cristo, destacando que su existencia está marcada por la cruz y el rechazo de las imposiciones externas que intentan condicionar su libertad en Cristo y que la ley de Cristo es ley de libertad, en contraste con la ley de la circuncisión. Las obras de la Nueva Ley, obras del Espíritu, se oponen a las obras que produce la carne y el pecado. El precepto fundamental de la ley de Cristo es la caridad.

## Vivir por el Espíritu (5:13-26)

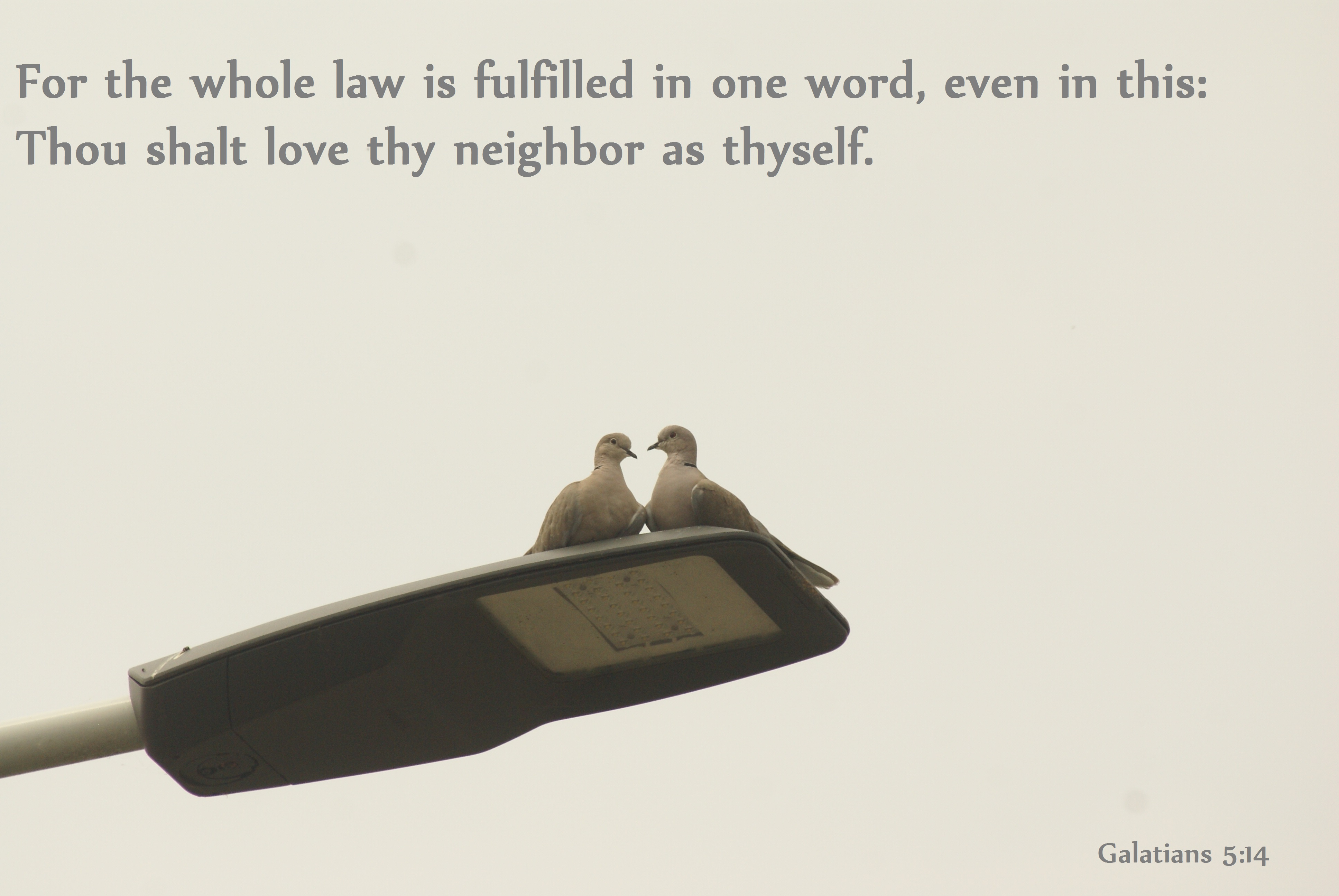
Imagen con palabras de Gálatas 5:14 (Rob Hille; 2013)